# Радутин (Жлобинский район)
Радутин (бел. Радуцін) — деревня в Стрешинском сельсовете Жлобинского района Гомельской области Белоруссии.

## География

### Расположение
В 28 км на юг от районного центра и железнодорожной станции Жлобин (на линии Бобруйск — Гомель), 70 км от Гомеля.

## Гидрография
На юге и востоке мелиоративные каналы.

## Транспортная сеть
Транспортные связи по просёлочной, затем автомобильной дороге Стрешин — Жлобин. Планировка состоит из короткой прямолинейной улицы, ориентированной с юго-запада на северо-восток и застроенной двусторонне деревянными усадьбами.

## История
В 1903 году в деревне найден клад 1798 года (монеты России). По письменным источникам деревня известна со 2-й половины XIX века. В 1909 году 537 десятин земли, в Стрешинской волости Рогачёвского уезда Могилёвской губернии. В 1917 году в наёмном доме открыта школа. В 1931 году организован колхоз. В составе колхоза «1 Мая» (центр — городской посёлок Стрешин).

## Население

### Численность
- 2004 год — 10 хозяйств, 14 жителей.

### Динамика
- 1909 год — 30 дворов, 194 жителя.
- 1925 год — 40 дворов.
- 2004 год — 10 хозяйств, 14 жителей.